# سامرزهام
سامرزهام (به انگلیسی: Somersham) یک روستا و محله مدنی در بریتانیا است که در هانتینگدونشر واقع شده‌است. سامرزهام ۳٬۸۰۲ نفر جمعیت دارد.